# Brian Harold Mason
Brian Harold Mason (* 18. April 1917 in Port Chalmers, Dunedin, Neuseeland; † 3. Dezember 2009 in Chevy Chase, Washington, D.C.) war ein Pionier der Meteoritenforschung. Er spielte eine führende Rolle beim Verständnis der Natur des Sonnensystems durch seine Studien an Mondgestein und Meteoriten. Er untersuchte und klassifizierte tausende von Meteoriten, die in der Antarktis gesammelt worden sind.

## Leben und Wirken
Mason wuchs in Christchurch, Neuseeland, auf. Er studierte Geologie und Chemie am Canterbury University College. 1943 promovierte er bei Victor Moritz Goldschmidt in Geochemie an der Universität von Stockholm.
Mason, der Kurator am American Museum of Natural History in New York und am National Museum of Natural History der Smithsonian Institution in Washington war, schrieb zusammen mit Carleton B. Moore ein klassisches Lehrbuch der Geochemie, das 1952 veröffentlicht wurde und in vier Auflagen erschien. Weitere Veröffentlichungen folgten (s. u.).
Nach Mason wurden zwei Mineralien benannt: Brianit, ein Phosphat-Mineral aus Steinmeteoriten, und Stenhuggarit (nach dem schwedischen Wort Stenhuggare für Mason), ein seltenes Eisen-Antimon-Mineral. Ebenfalls nach ihm benannt wurde ein Asteroid, (12926) Brianmason, der am 27. September 1999 von den Astronomen Joel L. Schiff und Christine J. Schiff entdeckt wurden.
Mason erhielt außerdem 1972 die Leonard Medal der Meteoritical Society und 1993 die Roebling Medal der Mineralogical Society of America.

## Werke
- Brian Harold Mason, Carleton B. Moore: Grundzüge der Geochemie. Spektrum Akademischer Verlag, Stuttgart 1985, ISBN 3-432-94611-2 (englisch, englisch: Principles of geochemistry. Übersetzt von Gerd Hintermaier-Erhard, Übersetzung von der 4. Auflage der englischsprachigen Originalausgabe, engl. Erstausgabe erfolgte 1952).
- Leonard G. Berry, Brian Harold Mason: Mineralogy: Concepts, descriptions, determinations. W.H. Freeman, San Francisco 1959 (englisch).
- Brian Harold Mason: Meteorites. In: Science. Vol. 138, Nr. 3543. Wiley, 23. November 1962, ISSN 0036-8075, S. 887–888 (englisch).
- Leonard G. Berry, Brian Harold Mason: Elements of mineralogy. W.H. Freeman, San Francisco 1968 (englisch).
- Brian Harold Mason: Handbook of Elemental Abundances in Meteorites. Gordon and Breach, New York 1971 (englisch).
- Brian Harold Mason: Meteorites. In: Data of Geochemistry. 6. Auflage. United States Government Printing Office, Washington D.C. 1979, Chapter B. Cosmochemistry, S. B1-B132 (englisch).
- Brian Harold Mason, Simon Nathan: From Mountains to Meteorites. Geoscience Society of New Zealand, Wellington 2001 (englisch, Autobiografisches Werk).